# Dalian
Dalian (en chino, 大连; pinyin, Dàlián) es una ciudad-subprovincia y puerto en la provincia de Liaoning, República Popular China. Se ubica en las orillas del mar de Bohai.
Durante la ocupación japonesa recibió el nombre japonés de Dairen. Durante la época de dominio ruso se la conoció con el nombre ruso de Dalny. En 1955, la ciudad pasó a soberanía de China y, hasta 1981, el nombre oficial de la municipalidad fue Lüda (también denominada Lüta, Lü-ta o Liu-ta), contracción de las primeras sílabas de "Dalian" y de la zona portuaria aledaña conocida como "Lǚshùnkǒu" (旅顺口), que en la época de dominio ruso era conocida en Occidente como Port Arthur.

## Administración
Dalian, importante aglomeración urbana, industrial y portuaria del noreste de China situada en el extremo meridional de la península de Liaodong, dentro de la provincia de Liaoning, territorio que con anterioridad perteneció a la región de Dongbei Pingyuan (Manchuria). Dalian se divide en 6 distritos urbanos, 3 ciudades satélites y 1 condado:
- Distrito Xigang (西岗区)
- Distrito Zhongshan (中山区)
- Distrito Shahekou (沙河口区)
- Distrito Ganjingzi (甘井子区)
- Distrito Lüshunkou (旅顺口区)
- Distrito Jinzhou (金州区)
- Ciudad Wafangdian (瓦房店市)
- Ciudad Pulandian (普兰店市)
- Ciudad Zhuanghe (庄河市)
- Condado Changhai (长海县)

-Estos se dividen en 92 subdistritos y 69 villas.

## Nombres
Dalian primero se conoció como Qingniwa (青泥窪) que significa "pantano de barro azul" y Qingniwaqiao (青泥窪橋) que significa "puente del pantano de barro azul", actual distrito de la ciudad. Era un pequeño pueblo de pescadores cerca de donde los rusos eligieron construir su ciudad comercial para el territorio de Kwantung, después de asumir el control en 1898.
Durante el período de control ruso (1898-1905), la ciudad de Dalny (ruso: Дальний, Dal'nij), literalmente "lejano" o "a distancia" y traducido al chino como Dálǐní (達里尼) fue fundada y construida en el sitio de Qingniwaqiao. Bajo el dominio japonés (1905-1945) la ciudad pasó a llamarse Dairen (大連 / だいれん) que traducido al chino suena Dali (大连).
En 1950, se fusionó con Lüshun (Port Arthur) para formar la ciudad de Lüda (旅大), un nombre formado a partir de los caracteres iniciados. El nombre de la ciudad fue cambiado de Lüda a Dalian (大連) el 5 de marzo de 1981, después de que el Consejo de Estado aprobó la resolución el 9 de febrero.

## Economía

Mapa del ferrocarril Transmanchuriano o del Este de China, en el que sale abajo Dalian

La economía de Dalian juega un papel importante en el noreste de China y el nordeste del continente. Constituye una conurbación formada por las ciudades de Lüshun (antigua Port Arthur) y Dalian (antigua Dairen). Lüda, situada en el sector occidental de la bahía de Corea, en aguas del mar Amarillo, es el segundo puerto de China en lo que a tráfico comercial se refiere después de Shanghái y uno de los más importantes puertos de gran calado y libre de hielo que conecta el noreste de China con Japón, Hong Kong, Corea y el resto del mundo. Entre sus exportaciones más importantes destaca el petróleo crudo, transportado mediante un oleoducto desde el gran campo petrolero de Daqing, al norte de Dongbei Pingyuan (Manchuria).Lüda es una importante aglomeración industrial en la que se elaboran una extensa gama de productos de las industrias ligera y pesada, desde metales, maquinaria, barcos y locomotoras eléctricas, hasta productos petroquímicos y electrónicos, bicicletas, alimentos preparados y textiles. Cerca de la Lüda, en la zona septentrional de la península, hay varios puertos pesqueros prósperos, así como un puerto naval junto a Lüshun. Entre los productos capturados en el mar se encuentran camarones, vieiras, orejas de mar (un tipo de molusco) y sal. Lüda ha sido famosa durante mucho tiempo por sus excelentes manzanas y otro tipo de frutas, como las peras, las cerezas y los melocotones (duraznos), al igual que por minerales y metales como la piedra caliza, el magnesio, el asbesto, el cobre y el plomo.
La economía de la ciudad comenzó con la agricultura, luego de la apertura del ferry entre Yantai y Lüshun durante el siglo XX, comenzó a ser poblado por los agricultores y pescadores de Shandong, a través del Mar Amarillo. El maíz, hortalizas, frutas, tales como manzanas, cerezas y peras son típicos productos de la región. La acuicultura como algas, ostiones, erizos de mar, entre otros son exportados a Japón, Corea y otros países.
La ciudad ha tenido un continuo aumento de dos dígitos en el PIB desde 1992. En 2009, el PIB de la ciudad registró un aumento del 15 por ciento, alcanzando 441 mil millones de yuanes, mientras que el PIB per cápita es de 71,833. De acuerdo con una evaluación a nivel nacional por el Buró Nacional de Estadísticas, Dalian ocupa el octavo lugar entre las ciudades chinas en términos de fuerza competitiva. Las principales industrias de la ciudad incluyen la fabricación de máquinas, productos petroquímicos, refinación de petróleo, y electrónica.
La ciudad también está tratando de construir un centro de software, es ahora un exportador de software cada vez más importante para Japón. A partir de 2006, 21 bancos de capital extranjero y otras instituciones financieras han establecido sucursales.
Zonas industriales
- Zona de desarrollo de Dalian
- Dalian Shipbuilding Industry Company (Astilleros)

## Transporte
La ciudad se conecta entre sí y con sus vecinas por medio de todos los medios de transporte:
Aéreo: el aeropuerto internacional Dalian Zhoushuizi  (大连周水子国际机场) se ubica a 10 k al noroeste del centro de la ciudad. En 2010 el aeropuerto movió a 10.703.640 de pasajeros convirtiéndose en el 16 más ocupado del país, y es el eje para compañías tales como Dalian Airlines.
Agua: la ciudad transporta mercancías y gente a través de los puertos de la ciudad.
Terrestre: el Metro de Dalian (大连地铁) es el sistema de transporte ferroviario metropolitano. Las dos estaciones más importantes de la ciudad son la estación de Dalian y estación de Dalian Norte, que la conectan a trenes de alta velocidad con Pekín y Harbin. Por otro lado, la ciudad está poniendo en servicio 1200 autobuses eléctricos BYD eBus-12.

## Historia
Formó parte del estado de Yan durante el periodo de Primaveras y Otoños. Durante la dinastía Qing se convirtió en ciudad. Se construyeron diversos puentes y plataformas para cañones. El nombre oficial de Dalian lo recibió en 1899.
La ciudad sufrió diversas ocupaciones. En 1858 la ocuparon tropas británicas, que la devolvieron a China en 1860, al finalizar la segunda guerra del Opio. Durante la primera guerra sino-japonesa, la ciudad fue conquistada por los japoneses. Posteriormente, entre 1898 y 1905 la ocuparon los rusos, que cambiaron el nombre de la ciudad por el de Dalny. Volvió a manos japonesas en 1905, a las soviéticas en agosto de 1945, durante la Ocupación soviética de Manchuria y no retornó al dominio chino hasta 1955.
Los rusos fundaron a finales del siglo XIX la ciudad de Dalian como puerto comercial localizado al sur de la línea ferroviaria de Dongbei Pingyuan (Manchuria), adyacente a la base naval de Lüshun. Trazaron una ciudad moderna, aunque perdieron su control ante los japonesas tras su derrota en la guerra ruso-japonesa de 1905. Los japoneses continuaron el proyecto ruso, y la ciudad y el puerto crecieron rápidamente gracias a las elevadas inversiones japonesas en el desarrollo de Dongbei Pingyuan (Manchuria). Con la instauración de la República Popular China en 1949, la conurbación ha continuado su crecimiento y en la actualidad es una de las aglomeraciones urbanas chinas más modernas y mejor comunicadas con el mundo exterior. En 1984 el gobierno la escogió como una de las 14 áreas donde debían llevarse a cabo reformas liberalizadoras en la economía estimulando la inversión exterior. Sus instalaciones portuarias han continuado en expansión; el proyecto más reciente es una zona de desarrollo técnico y económico de 20 km² diseñada para elaborar productos de alta tecnología empleando para ello un tipo de energía más eficiente y libre de contaminación atmosférica. La ciudad de Dalian también es un popular centro turístico debido a su aspecto limpio y ordenado y a la baja densidad de población; se han construido algunos hoteles e instalaciones recreativas para estimular el turismo. En las cercanías hay algunas playas con parques próximos. Población (2000), 2.628.000 habitantes.

## Clima
El clima de la ciudad es monzónico influido por el clima continental húmedo, que se caracteriza por veranos húmedos e inviernos fríos, ventosos y secos. La ciudad experimenta un retraso estacional de un mes gracias a su posición en la península de Liaodong. Las temperaturas medias de la ciudad es de -4 °C en enero y de 24 °C en agosto. El promedio anual de precipitación es de 602 milímetros y se concentran en los meses de verano y pueden variar mucho de un año a otro. A pesar de ser una ciudad costera, la zona recibe 2740 horas de sol al año, un 62 %.
| Parámetros climáticos promedio de Dalian (1971–2000) | Parámetros climáticos promedio de Dalian (1971–2000) | Parámetros climáticos promedio de Dalian (1971–2000) | Parámetros climáticos promedio de Dalian (1971–2000) | Parámetros climáticos promedio de Dalian (1971–2000) | Parámetros climáticos promedio de Dalian (1971–2000) | Parámetros climáticos promedio de Dalian (1971–2000) | Parámetros climáticos promedio de Dalian (1971–2000) | Parámetros climáticos promedio de Dalian (1971–2000) | Parámetros climáticos promedio de Dalian (1971–2000) | Parámetros climáticos promedio de Dalian (1971–2000) | Parámetros climáticos promedio de Dalian (1971–2000) | Parámetros climáticos promedio de Dalian (1971–2000) | Parámetros climáticos promedio de Dalian (1971–2000) |
| Mes                                                  | Ene.                                                 | Feb.                                                 | Mar.                                                 | Abr.                                                 | May.                                                 | Jun.                                                 | Jul.                                                 | Ago.                                                 | Sep.                                                 | Oct.                                                 | Nov.                                                 | Dic.                                                 | Anual                                                |
| ---------------------------------------------------- | ---------------------------------------------------- | ---------------------------------------------------- | ---------------------------------------------------- | ---------------------------------------------------- | ---------------------------------------------------- | ---------------------------------------------------- | ---------------------------------------------------- | ---------------------------------------------------- | ---------------------------------------------------- | ---------------------------------------------------- | ---------------------------------------------------- | ---------------------------------------------------- | ---------------------------------------------------- |
| Temp. máx. media (°C)                                | −0.4                                                 | 1.4                                                  | 7.2                                                  | 14.6                                                 | 20.2                                                 | 24.2                                                 | 26.6                                                 | 27.3                                                 | 23.9                                                 | 17.5                                                 | 9.7                                                  | 3.1                                                  | 14.6                                                 |
| Temp. mín. media (°C)                                | −6.8                                                 | −5.0                                                 | 0.2                                                  | 6.6                                                  | 12.2                                                 | 17.2                                                 | 21.0                                                 | 21.6                                                 | 17.4                                                 | 10.6                                                 | 2.8                                                  | −3.5                                                 | 7.9                                                  |
| Precipitación total (mm)                             | 8.9                                                  | 5.8                                                  | 12.1                                                 | 24.7                                                 | 47.0                                                 | 83.2                                                 | 140.1                                                | 155.4                                                | 65.1                                                 | 29.0                                                 | 20.0                                                 | 10.6                                                 | 601.9                                                |
| Días de precipitaciones (≥ 0.1 mm)                   | 3.3                                                  | 2.9                                                  | 3.7                                                  | 5.4                                                  | 7.0                                                  | 9.3                                                  | 11.8                                                 | 9.2                                                  | 6.0                                                  | 5.2                                                  | 5.3                                                  | 3.4                                                  | 72.5                                                 |
| Horas de sol                                         | 198.0                                                | 200.2                                                | 238.8                                                | 256.9                                                | 277.6                                                | 254.7                                                | 220.7                                                | 240.8                                                | 251.5                                                | 234.6                                                | 182.1                                                | 183.9                                                | 2739.8                                               |
| Humedad relativa (%)                                 | 56                                                   | 56                                                   | 55                                                   | 56                                                   | 61                                                   | 73                                                   | 84                                                   | 81                                                   | 69                                                   | 62                                                   | 60                                                   | 58                                                   | 64.3                                                 |
| Fuente: Administración Meteorológica China           |                                                      |                                                      |                                                      |                                                      |                                                      |                                                      |                                                      |                                                      |                                                      |                                                      |                                                      |                                                      |                                                      |

## Vida cultural

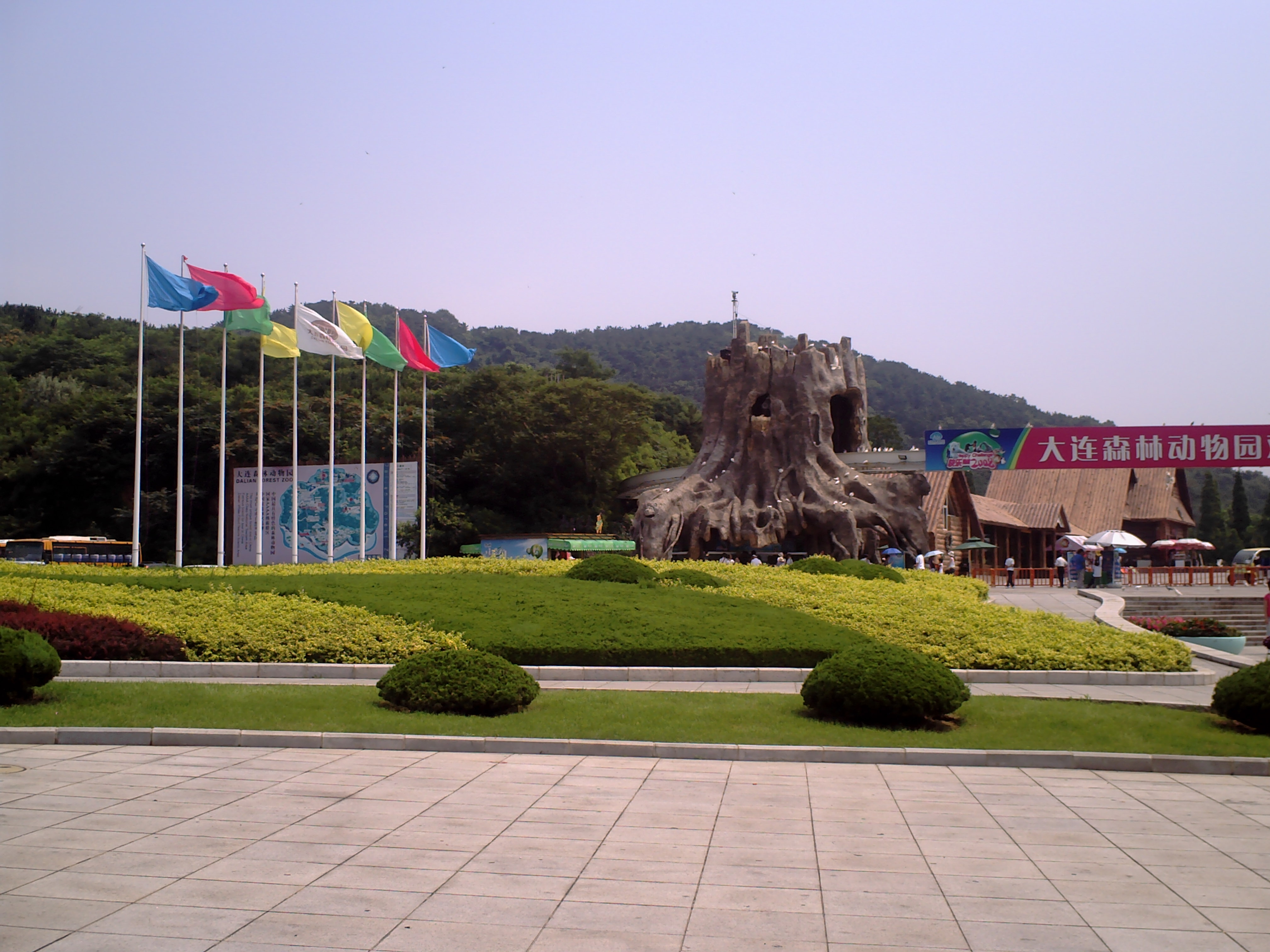
Forest Zoo

Cada septiembre, el Festival Internacional Dalian de Moda tiene lugar en Dalian. Este festival proporciona a compañías internacionales una oportunidad de estrenar sus nuevos productos y buscar clientes. Antes del festival, se realiza una ceremonia en la ciudad a la que asisten representantes del gobierno y estrellas de cine.
Dalian tiene varios parques zoológicos, entre ellos el Dalian Forest Zoo, Shengya Ocean World y Mundo Polar.
- Forest Zoo, con una sección con animales en libertad.
- Shengya Ocean World incluye un túnel submarino que hace sentirse al espectador como si estuviera bajo el mar viendo los animales.
- Mundo Polar es el único parque en China especialmente dedicado a los animales que provienen de regiones polares.

### Paisaje Urbano
Desde 1917 Lüda ha sido por su tráfico el segundo puerto mayor de China. Sus conexiones ferroviarias se extienden hasta el noroeste y el norte de China, y en 1990 se concluyó la construcción de una autopista de 375 km que conecta la ciudad con Shenyang, la capital y ciudad más importante de la provincia de Liaoning. Un moderno aeropuerto internacional enlaza Lüda con algunas de las ciudades más grandes de China como Pekín, Shanghái y Cantón. Cuenta con trece instituciones de enseñanza superior en las que estudian más de 25.000 alumnos; entre las más conocidas se encuentran el Instituto de Tecnología y la Escuela Marítima de Lüda; existe también un museo de historia natural.

## Ciudades hermanas
- Bahía Blanca, Argentina
- Zaragoza, España
- La Paz, Bolivia